# 亚历山大·诺维科夫
亞歷山大·亞歷山德羅維奇·諾維科夫（俄语：Алекса́ндр Алекса́ндрович Но́виков，1900年11月19日—1976年12月3日）是第二次世界大戰的一位蘇聯空軍主帥，被譽為「引導紅色空軍度過最黑暗日子的男人」、「空中戰術大師」，他曾兩度獲得過「蘇聯英雄」頭銜。
諾維科夫是蘇聯軍隊的主要領導人之一，也被認為是天資優異的空軍領袖，他幾乎參與了二次大戰全程的蘇聯空軍作戰，並在前線位置進行指揮管制和發展蘇軍的空戰戰法。戰後，諾維科夫被苏联共产党中央政治局下令逮捕，並被內務人民委員部部長拉夫連季·貝利亞（时任部长谢尔盖·尼基福罗维奇·科鲁格洛夫大将）逼迫承認與格奧爾基·朱可夫共為政治陰謀同夥，諾維科夫因此一直被關押至約瑟夫·史達林去世為止，出獄後他成了航空電子學的教授與作家直至逝世。

## 早年
諾維科夫出生於俄羅斯帝國科斯特罗马州涅列赫塔的克留科沃村（Kryukovo），於1919年時加入紅軍成為一名步兵，1920年加入共產黨。1920年毕业于步兵训练班。
諾維科夫於红軍第7集团军第384團服役，参与鎮壓了1921年3月的喀琅施塔得水兵起義事件。1922年毕业于高级步兵学校。後當上了排長，在1922年參與了高加索的反游擊作戰。1930年，諾維科夫自伏龍芝軍事學院畢業，到白俄罗斯军区步兵军司令部服役。1931年11月17日任白俄罗斯军区第11步兵军第1团参谋长。白俄罗斯军区司令员伊耶罗尼姆·彼得罗维奇·乌博列维奇将诺维科夫推荐到空军，进入空军飞行指挥员速成班学会了飞行驾驶技术。出任航空兵第6旅参谋长。1935年被任命为轻型轰炸机大队长。1936年2月15日，诺维科夫被授予空军上校军衔。
諾維科夫受到史達林的大清洗中乌鲍列维奇被捕枪决的影響，於1937年被從軍隊和黨中除名，但他受到白俄羅斯軍區政委A·И·姆克西斯的保護而被保留黨籍，反而是梅希斯後來被補下獄。1938年初，恢复了诺维科夫的航空兵第6旅参谋长的职务，并于1938年7月2日任命为列宁格勒军区空军参谋长。在1939與1940年之交的蘇芬戰爭中晉升為少將，還獲得了列寧勳章。苏芬战争结束后，被调往莫斯科从事苏联空军新飞行条令的编写工作。之后，被任命为莫斯科军区空军参谋长。1940年7月任列宁格勒军区空军司令员职务。同年进入空军指挥与领航学院的首长进修班学习。

## 二戰
戰爭爆發之初，蘇軍蒙受了一連串對德作戰的挫敗，諾維科夫和列寧格勒军区（改编为北方面军）空軍對挺進中的德軍發動大規模的空襲，包括1941年6月25日至30日的蘇空軍对维堡—摩尔曼斯克一线的敌方空军机场实施空中突击作戰，令德軍損失130架飛機。在這期間，諾維科夫以其指揮與創新的技能而聞名，特別是蘇軍當時尚不知的無線電協調轟炸機機隊的技術。1941年7月，諾維科夫擴展了他的指揮權責，西北方面軍和波羅的海艦隊的航空兵部隊皆由其指揮，當德軍挺進列寧格勒一帶時，諾維科夫與他的空軍進行了16,567架次的空中作戰。
諾維科夫於1942年2月至4月11日期間短暫地擔任了空軍第一副司令。之後被任命為副國防人民委員，此職位是諾維科夫開始重建蘇聯空軍時所設置的。諾維科夫在空軍建設上尤其顯著的是創建獨立的航空師、航空軍部隊以及改進前線協同作戰戰術。在德軍圍攻史達林格勒中，諾維科夫成功說服了朱可夫與史達林兩人：蘇聯空軍尚未具備加入反攻作戰的能力。而經過長時間的準備後，苏联空军成功实施空中封鎖抗击德軍向斯大林格勒空运，并擊毀了1,200架敵機。到了庫班空戰時，蘇聯空軍又令德國空軍損失1,100架飛機。1943年5月至战争结束任苏联空军总司令。
1943年夏季，庫斯克戰役爆發，這時加入作戰的蘇聯空軍已具備諾維科夫引入的大量新技術，如使用空心裝藥炸彈、投入夜間戰鬥機和對地攻擊機等。1944年6月24日，美國授予他功績勳章。柯尼斯堡戰役裡，諾維科夫下的2,500架作戰飛機已具備執行朱可夫建議的低水平的夜間轟炸、圍殲敵軍的任務之能力，其中514架轟炸機隊該城投擲了4,440噸的炸彈。由於此戰的功績，諾維科夫于1945年4月17日被授予「蘇聯英雄」頭銜，而在不久後，諾維科夫轉戰至太平洋戰區加入對日本帝國的戰爭，他在遠東組織了大規模的對朝鮮和中國佔領地的轟炸行動，因而于1945年9月8日被授予了第2次的蘇聯英雄頭銜。

## 戰後
1946年1月16日，諾維科夫提交了一份可為蘇聯空軍打下現代化基礎、國家工業亦能支援的計劃，然而就在該計劃被核准前，諾維科夫遭到逮捕，被剝奪了軍銜與一切榮譽。官方的理由是，生产并验收了一批质量低劣的飞机，导致机毁人亡的重大事故，即“诺维科夫案”或“沙胡林事件”。此案波及到战时在国防委员会主管飞机生产的马林科夫、航空工业人民委员阿列克谢·伊万诺维奇·沙胡林等众多高官。军事审判庭裁定：在航空工业人民委员会系统内存在着反对国家的活动，在战争期间和战后年代航空工业人民委员部生产了许多不合格的飞机和飞机引擎，然后通过“罪恶的途径塞进了空军部队”，对此负有罪责的共有７人。处理结果为：
- 马林科夫被撤销苏共中央主席团成员、苏共中央书记、部长会议副主席职务，并调往中亚乌兹别克修建水库。
- 航空工业人民委员阿列克谢·伊万诺维奇·沙胡林被以滥用职权罪判处有期徒刑７年。
- 诺维科夫1946年4月23日被捕，1946年5月11日被蘇聯最高法院軍事审判庭判处有期徒刑6年，剥夺军衔和一切荣誉。 在看押中的诺维科夫向联共（布）中央写信诬告朱可夫“故意贬低约·维·斯大林在卫国战争中取得胜利所起的作用，从而炫耀自己”，朱可夫被降职为敖德萨军区司令。
- 谢尔盖·亚历山德罗维奇·胡佳科夫空军元帅，外贝加尔军区空军司令员。1946年12月14日被捕，1950年4月18日判处死刑并枪决。
- 空军军事委员会委员（政委）施马诺夫上将
- 空军副总司令列平上将
- 空军装备采购总局局长谢列兹涅夫中将
- 中央委员会干部局处长布德尼科夫
- 中央委员会干部局处长格里高利

1948年日丹诺夫病逝后，“列宁格勒集团”倒台；经贝利亚斡旋，马林科夫又被调回中央工作。
1952年2月24日诺维科夫刑满获释恢复自由，在莫斯科近郊的民航机场工作，后到民航局复查技术文件。史達林於1953年3月逝世后，1953年5月蘇聯最高法院軍事审判庭撤销此案。1953年5月23日，苏联国防委员会副主席贝利亚在致苏共中央委员会的一封信中指出：“空军事件”完全是由苏联国家安全部部长阿巴库莫夫和同行一手捏造出来的。1953年6月12日，苏共中央主席团通过了《关于审核沙胡林、诺维科夫、列宾等人一案侦查材料的结果》，诺维科夫被恢復了党籍、空軍主帥的軍階及一切荣誉。1953年起任远程航空兵司令,1954年~1955年同时任空军副总司令，並推行空軍的現代化工作，包括將新型的噴射機實用化、為未來和美國的戰爭準備好使用核武器，並將成果展現給忠於彈道飛彈的蘇聯新任領導人尼基塔·赫魯雪夫。
因朱可夫执掌苏军，1956年諾維科夫退休，1958年前往列寧格勒民航高級航空學校擔任校長、教授，在該職位上做了十年，並在1961年獲頒紅旗勳章。
退休後，諾維科夫寫了許多關於航空和戰爭的著作，這些成了蘇聯飛行員的教材。1976年12月3日，諾維科夫以74歲之齡去世。

## 榮譽
- 蘇聯英雄：兩次
- 列寧勳章：三枚
- 紅旗勳章：三枚
- 蘇沃洛夫勳章：一級三枚
- 庫圖佐夫勳章：一級
- 勞動紅旗勳章
- 紅星勳章：兩枚
- 弗拉基米爾·伊里奇·列寧誕辰一百週年紀念獎章
- 保衛列寧格勒獎章
- 保衛史達林格勒獎章
- 1941-1945年偉大衛國戰爭戰勝德國獎章
- 1941-1945年偉大衛國戰爭戰勝德國二十週年紀念獎章
- 1941-1945年偉大衛國戰爭戰勝德國三十週年紀念獎章
- 戰勝日本獎章
- 攻克柯尼斯堡奖章
- 攻克柏林獎章
- 蘇聯軍隊的退伍軍人獎章
- 红军建军二十周年奖章
- 苏维埃陆军海军三十周年奖章
- 蘇聯武裝力量四十週年獎章
- 蘇聯武裝力量五十週年獎章
- 列宁格勒建城两百五十周年奖章
- 功績勳章（美國勳章）
- 榮譽軍團勳章（法國勳章）：大十字級
- 紅旗勳章（蒙古）
- 北極星勳章（蒙古）

### 引用
1. ↑  Hronos biography （页面存档备份，存于）.
2. ↑  Lauterbach p. 146
3. ↑  Father's Little Watchman （页面存档备份，存于） 時代 Monday, August 20, 1951. Retrieved August 31, 2007
4. ↑  Kerr p. 22
5. 1 2 3 4 5 6 7  Chief Marshal of Aviation AA. Novikov – His 100th Birthday retrieved August 31, 2007
6. 1 2 3 4 5  MacCauley
7. 1 2 3 4  Parrish p. 270
8. ↑  Kurowski p. 168

### 書籍
- Kerr, Walter The Russian Army: Its Men, Its Leaders and Its Battles, 2005 ISBN 1-4191-5221-1
- Kurowski, Franz Luftwaffe Aces: German Combat Pilots of World War II, 2004 ISBN 0-8117-3177-4
- Lauterbach, Richard Edward These are the Russians, 1945
- MacCauley, Martin Who's Who in Russia Since 1900, 1997 ISBN 0-415-13897-3
- Parrish, Michael Sacrifice of the Generals: Soviet senior officer losses, 1939–1953, 2004 ISBN 0-8108-5009-5
- Taylor, Brian D. Politics and the Russian Army: Civil-military Relations, 1689–2000, 2003 ISBN 0-521-01694-0

## 外部連結
- Kornukov, A. M. Chief Marshal of Aviation AA. Novikov - His 100th Birthday No longer online.>
- Father's Little Watchman （页面存档备份，存于） Time Magazine Monday, August 20, 1951

| 军职                                | 军职                                | 军职                                  |
| ----------------------------------- | ----------------------------------- | ------------------------------------- |
| 前任： 帕維爾·費奧多羅維奇·希卡列夫 | 蘇聯空軍總司令 1942年春 - 1946年4月 | 繼任： 康斯坦丁·安德烈耶維奇·費爾希寧 |